# Protoglobicephala
Protoglobicephala — рід дельфінідів, які жили в Мексиці в епоху пліоцену, приблизно від 3.6 до 2.59 мільйонів років тому. Рід містить типовий вид Protoglobicephala mexicana, названий і описаний на основі черепа у 2009 році. Цей вид має спільні з сучасними видами Globicephala. Як і інші члени родини Globicephalinae, це відносно велика тварина з широким черепом, коротким і широким рострумом та відносно невеликою кількістю зубів.